# Младший брат (роман)
«Младший брат» (англ. Little Brother) — роман канадского писателя Кори Доктороу для подростков. Роман издан в Америке под лицензией Creative Commons Attribution-Noncommercial-ShareAlike в 2008 году, и бесплатно доступен к прочтению на официальном сайте автора. «Младший брат» был номинирован на премии Небьюла (в 2008 году) и Хьюго (в 2009 году), является лауреатом премий им. Дж. Кэмпбелла за лучший НФ роман (не путать с премией им. Дж. Кэмпбелла лучшему новому писателю-фантасту) и «Прометей» 2009 года.

## История создания
Название Младший брат (Маленький брат) перекликается с термином Старший Брат (Большой Брат) романа «1984» Джорджа Оруэлла. Если Старшим Братом американцы называют государство (или иную подобную общественной организации, стремящейся установить тотальную слежку или контроль над людьми), то маленькими братьями часто представляют микроскопические репортеры — аппаратуру, с помощью которой спецслужбы следят за гражданами. В романе же Доктороу, Младшие братья — движение основанное Маркусом Йаллоу для противостояния Системе, Старшему Брату. В основе движения лежат принципы свобод человека, заложенные в Декларации независимости США.
Помимо названий, роман Доктороу перекликается с романом Оруэлла через имена главных героев. Ник Маркуса w1n5t0n — это стилизованное под leet слово англ. Winston, имя главного героя романа «1984». Последующий никнэйм Маркуса — M1k3y является указателем на Mycroft или Mike, одного из персонажей романа «Восставшая Луна» Роберта Хайнлайна.
После того, как в 2008 году Кори Доктороу, известный поборник либерализации системы авторских прав, выложил свой роман для чтения, художник-иллюстратор Ричард Уилкинсон (англ. Richard Wilkinson) сделал иллюстрации к тексту, и так же выложил их под открытой лицензией Creative Commons Attribution-Noncommercial-Share Alike 3.0 Unported License.

## Сюжет
Действие романа происходит в недалеком будущем (операционная система Windows Vista уже устарела, но до сих пор установлена на школьных компьютерах). Главный герой, 17-летний подросток Маркус, вместе с тремя своими друзьями (Даррелом, Ванессой и Джолу) оказываются не в том месте и не в то время. В результате террористического акта взорваны мост Бэй-Бридж и прилегающая под ним по дну залива система метро Bay Area Rapid Transit (BART) в Сан-Франциско (штат Калифорния). Маркус находился недалеко от мест взрыва, и поэтому попадает под подозрение Департамента национальной безопасности (ДНБ) США. В числе других гражданских Маркус с друзьями попадает в секретную тюрьму правительства, где его подвергают дознанию и допросам. После пяти дней заключения, во время которого родители Маркуса были уверены, что их сын погиб во время взрыва, Маркуса отпускают домой, пригрозив не распространяться о случившемся инциденте. Вместе с ним отпускают Ванессу и Джолу, но о судьбе четвёртого своего товарища им ничего не известно.

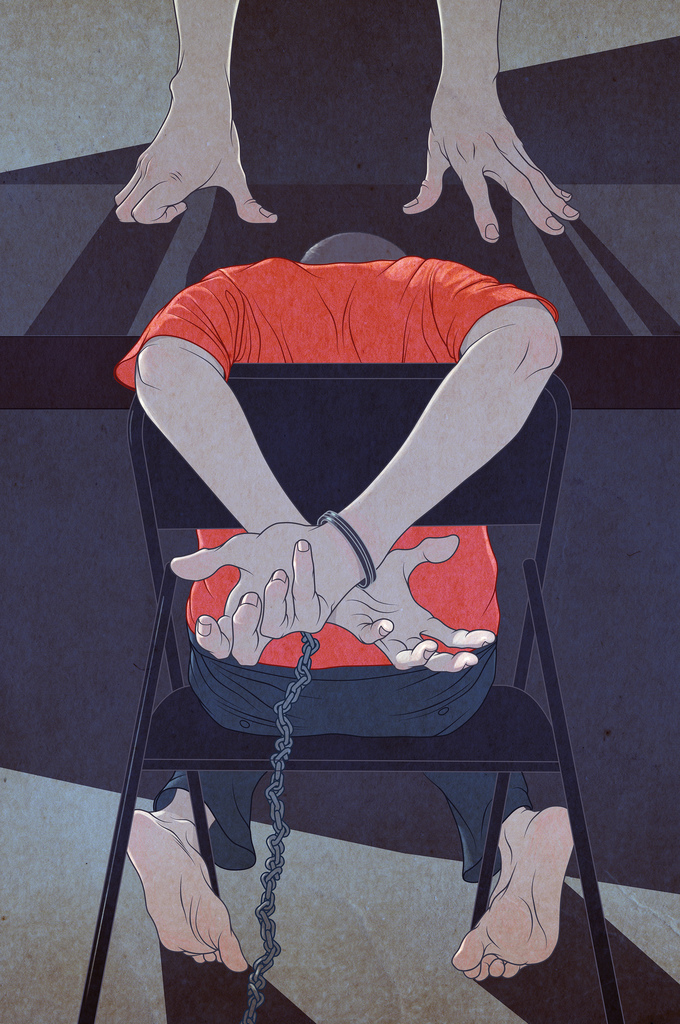
Маркус на допросе ДНБ (иллюстрации Р. Уилкинсона, 2009 год).

На свободе Маркус обнаруживает, что город изменился: были усилены меры безопасности и контроля. Сан-Франциско превратился в полицейское государство, где за каждым шагом жителей следят агенты национальной безопасности (помимо контроля за передвижениями, отслеживаются движения средств по банковским счетам, граждан содержат под стражей без предъявления обвинений, в отношение пленников используются запрещенные законодательством США методы допроса, определённые гражданские права и свободы игнорируются). Маркус, которому с детства расписывали демократические ценности родной Америки, не может смириться с таким положением, и начинает всеми доступными ему средствами отстаивать свои права. Подпольное движение сопротивления, которое неосознанно создал Маркус, набирает обороты. Подростки всячески противостоят государственной системе, собирая факты, подтверждающие злоупотребление властью.

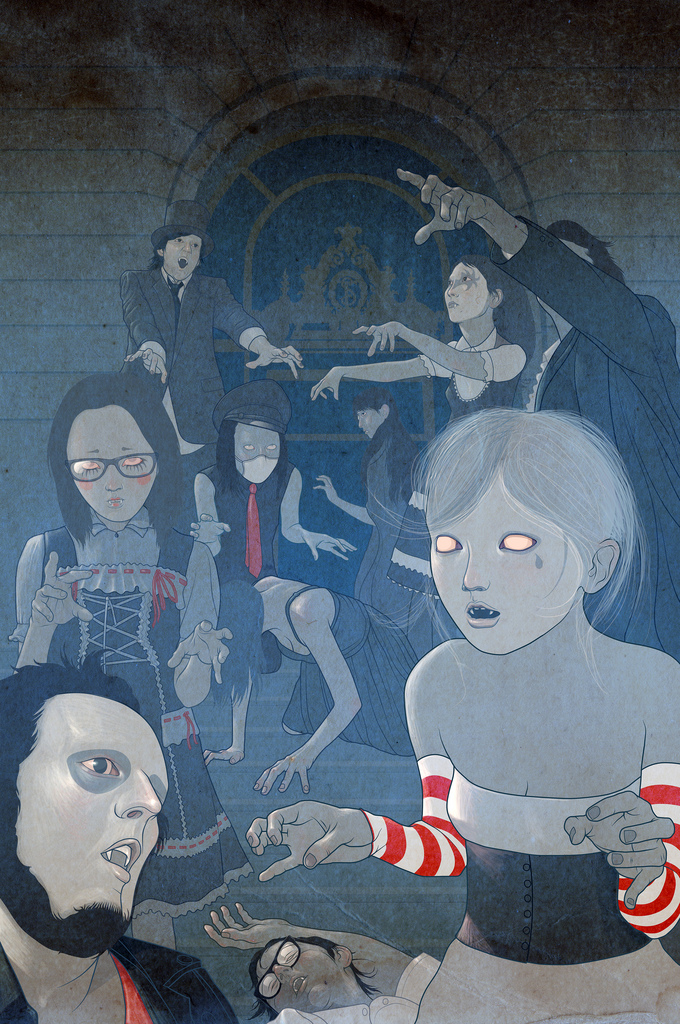
Флешмоб, устроенный Маркусом, чтобы отвлечь ДНБ (иллюстрации Р. Уилкинсона, 2009 год).

Финалом романа становится публичное разоблачение департамента национальной безопасности, после того как акция протеста Маркуса попала в средства массовой информации. Власти штата Калифорния освобождают подследственных из тюрьмы спецслужб и открыто осуждают действия Министерства национальной безопасности США. Однако, то же правительство оправдывает виновных офицеров-следователей, военный трибунал просто освобождает их, с переводом на другое место работы. Концовка романа недвусмысленно говорит, что Система признала поражение в одной битве, но противостояние ещё не окончено.

### Персонажи
- Маркус Йаллоу (англ. Marcus Yallow) — главный герой романа, 17-летний ученик школы Сезар-Чавес в Мишн-дистрикт Сан-Франциско. Он же пользователь w1n5t0n (слово Winston, написанное при помощи leet) и M1k3y, хакер, способный обмануть системы слежения и контроля, которыми напичканы школа, транспорт и магазины города. В попытке сохранить права на личную переписку организовал движение XNet, нашедшее немало последователей.

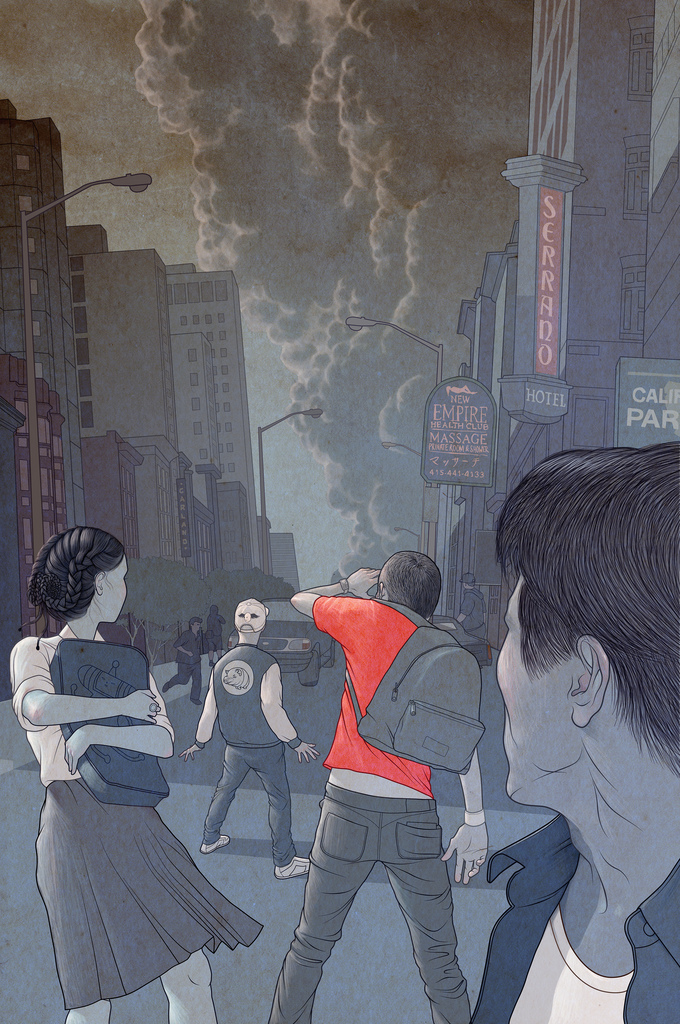
Взрывы Бей-Бридж и BART (иллюстрации Р. Уилкинсона, 2009 год).

- Дэррил Гловер или Даррел Гловер (англ. Darryl Glover) — близкий друг Маркуса. Был ранен в толпе бегущих от места взрыва, задержан агентами спецслужб и содержался в заключении в секретной тюрьме на острове Сокровищ в заливе Сан-Франциско.
- Ваннеса Пак или Ван (англ. Vanessa Pak) — 17-летняя ученица католической школы для девочек, чьи родители приехали в Америку из Северной Кореи. Была задержана вместе с Маркусом после взрыва. Тайно влюблена в него. Отказалась поддерживать слишком радикальные меры Маркуса по противостоянию системе.
- Хосе-Луис Торрес или Джозе-Луис Торрес (Jose Luis Torrez, Jose-Luis), или Джолу[9] (англ. Jolu)[10] — 17-летний школьник, друг Маркуса. Так же находился в плену агентов безопасности. Программист одной из компаний провайдеров Сан-Франциско, Джолу помогал Маркусу в организации системы защиты переписки XNet (криптосистема с открытым ключом для электронной цифровой подписи). После чего отдалился от движения сопротивления.
- Кэрри Джонстон (англ. Carrie Johnstone) — офицер Министерства национальной безопасности США, ведущая расследование теракта в Сан-Франциско. Характеризуется ярко выраженными садистскими наклонностями. Относится к типу государственных служащих, для которых цель всегда оправдывает средства, в результате чего Джонстон злоупотребляет своей властью. Так как на допросах Маркус не знал её настоящего имени, то называл её не иначе как Топорная стрижка (англ. Severe Haircut Woman). Несмотря на то, что против ДНБ поступило более 20 000 гражданских исков, Джонстон была оправдана (Военный трибунал пришёл к выводу, что её действия не дают оснований для принятия в отношении неё дополнительных дисциплинарных мер).
- Анджелла Карвелли или Энджи (англ. Ange, Angela Carvelli) — 17-летния ученица католической школы для девочек. Познакомилась с Маркусом на первом собрании пользователей XNet для обмена открытыми ключами. В результате чего, начала встречаться с Маркусом, поддерживала его и помогала в организации акций протеста.

### XNet
Вымышленная сеть, созданная Маркусом Йаллоу на базе вымышленной операционной системы ParanoidLinux для Xbox. Изначально созданная для китайских и сирийских диссидентов, ParanoidLinux предназначена для пользователей, работающих в условиях политических преследований со стороны правительства. Чтобы сохранить конфиденциальность информации, система занимается автоматической рассылкой огромного количества несущественной информации, тем самым прикрывая засекреченную. Xbox с такой операционной системой не требует собственного подключения к интернету, а способен подключаться к сети с использованием беспроводных каналов соседей.

## Критика и отзывы
Роман «Младший брат» дебютировал в мае 2008 года и сразу же попал в списки бестселлеров (9-я позиция) от «Нью-Йорк Таймс». По состоянию на 2 июля 2008 года роман поднялся на 8-е место, и в общей сложности находился в списках бестселлеров 6 недель.

## Номинации и награды
- Номинант премии «Небьюла» в 2008 году (номинация Лучший роман)[4].
- Лауреат премии «Уайт-Пайн»[англ.] (англ. White Pine Award) 2009 года[13].
- Номинант премии «Хьюго» 2009 года в номинации Лучший роман[14].
- Лауреат Мемориальной премии Джона Кэмпбелла в 2009 году[4][15].
- Лауреат премии «Прометей». Вручена Либертарианским Футуристическим Обществом (LFS — от англ. Libertarian Futurist Society) за свободомыслящую (либертарианскую) фантастику[16] в номинации Лучший роман 10 августа 2009 года[17]

## Издание в России
В России роман был опубликован издательством «АСТ», совместно с «Астрель» и «Полиграфиздат».
| Издательство «АСТ», «Астрель», «Полиграфиздат» Книга: «Младший брат» Перевод: Жаров Н. Тираж: 4 000 экземпляров Формат: 84x108 1/32 Переплёт: Твёрдый Страниц: 384 ISBN: 978-5170571833, 978-5271278877, 978-5421508250 Дата публикации: 2010 год |

В начале 2023 году роман был опубликован издательством Popcorn Books.
| Издательство «Popcorn Books» Книга: «Младший брат» Перевод: Елена Токарева Переплёт: Мягкий Страниц: 488 ISBN: 978-5-6048362-2-4 Дата публикации: 2023 год |

## Постановки и экранизация
Права на экранизацию романа приобрела компания «Angryfilms» во главе с Доном Мёрфи.
В июне 2009 года Griffin Theatre Company в Чикаго осуществила театральную постановку по мотивам «Младшего брата». Помимо художественного руководителя Уильяма Массолиа (англ. William Massolia), в работе над адаптацией романа в сценарий пьесы принимал участие сам Кори Доктороу. Премьера состоялась 6 июня 2009 года, показ постановки продолжался до 19 июля (9 июля на постановке присутствовал сам Доктороу).